# Rubus allegheniensis
Rubus allegheniensis — вид квіткових рослин із родини трояндових (Rosaceae).

## Біоморфологічна характеристика
Це кущ 1–3 метри заввишки. Стебла рідко чи густо волохаті, рідко чи багато залозисті; колючки від рідкісних до щільних, міцні, 4–10 мм, широкі. Листки опадні, пальчасто складні; листочків (3)5(7), кінцеві від яйцеподібних до ланцетних, 7–16 × 4–9 см, основа від закругленої до неглибоко серцеподібної, нелопатеві, краї від дрібно до грубо пилчасті або двічі пилчасті, верхівка від загострених до довго послаблених, нижня поверхня з гачковими колючками на середніх жилах, помірно волохата, від помірно до густо залозисті на жилках. Суцвіття кінцеві, (5)15–25-квіткові, китицеподібні, часто видовжені. Квітки двостатеві; пелюстки білі, від зворотно-яйцеподібних до еліптичних, рідше субокруглі, 8–20 мм. Плоди чорні, від кулястих або циліндричних, 1–2 см; кістяночок 20–100. 2n = 14, 21, 28. Період цвітіння: травень і липень.

## Ареал
Зростає у північно-центральній і східній частині США й східній частині Канади; інтродукований до Європи, Японії, Австралії, Нової Зеландії.
Населяє рідколісся, савани, прерії, луки, виходи скель, порушені ділянки, сухий або вологий ґрунт; на висотах 0–1600 метрів.

## Використання
Плоди вживаються сирими, вареними або сушеними. Смак солодкий, приємний. Має ряд медичних застосувань.
Цей вид використовується в програмах селекції ожини для отримання випростаного росту, стійкості до заморозків і поліпшення якості плодів. Він брав участь у створенні численних сортів ожини. Із плодів отримують барвник від пурпурного до тьмяно-синього.

## Галерея

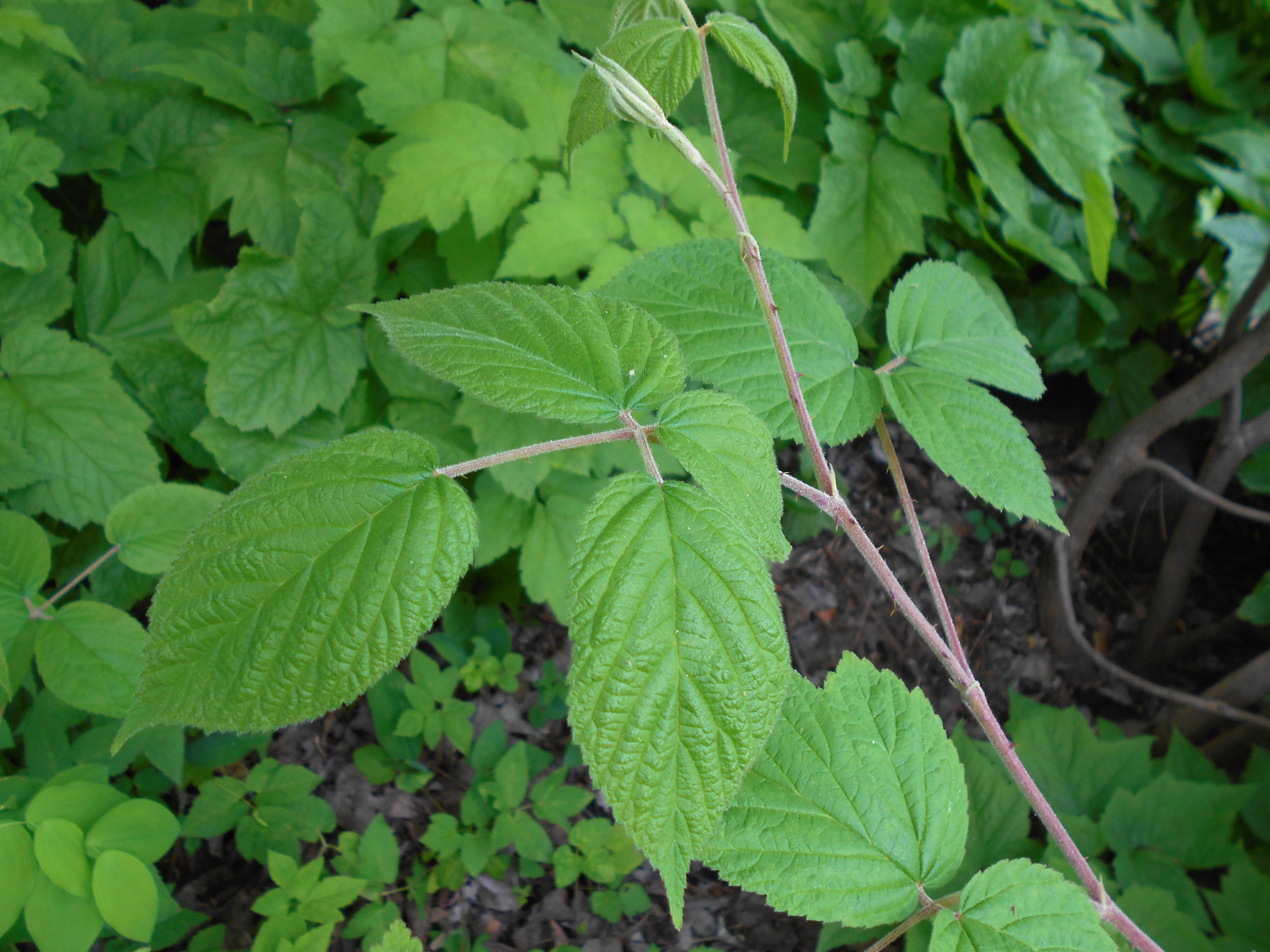
листки
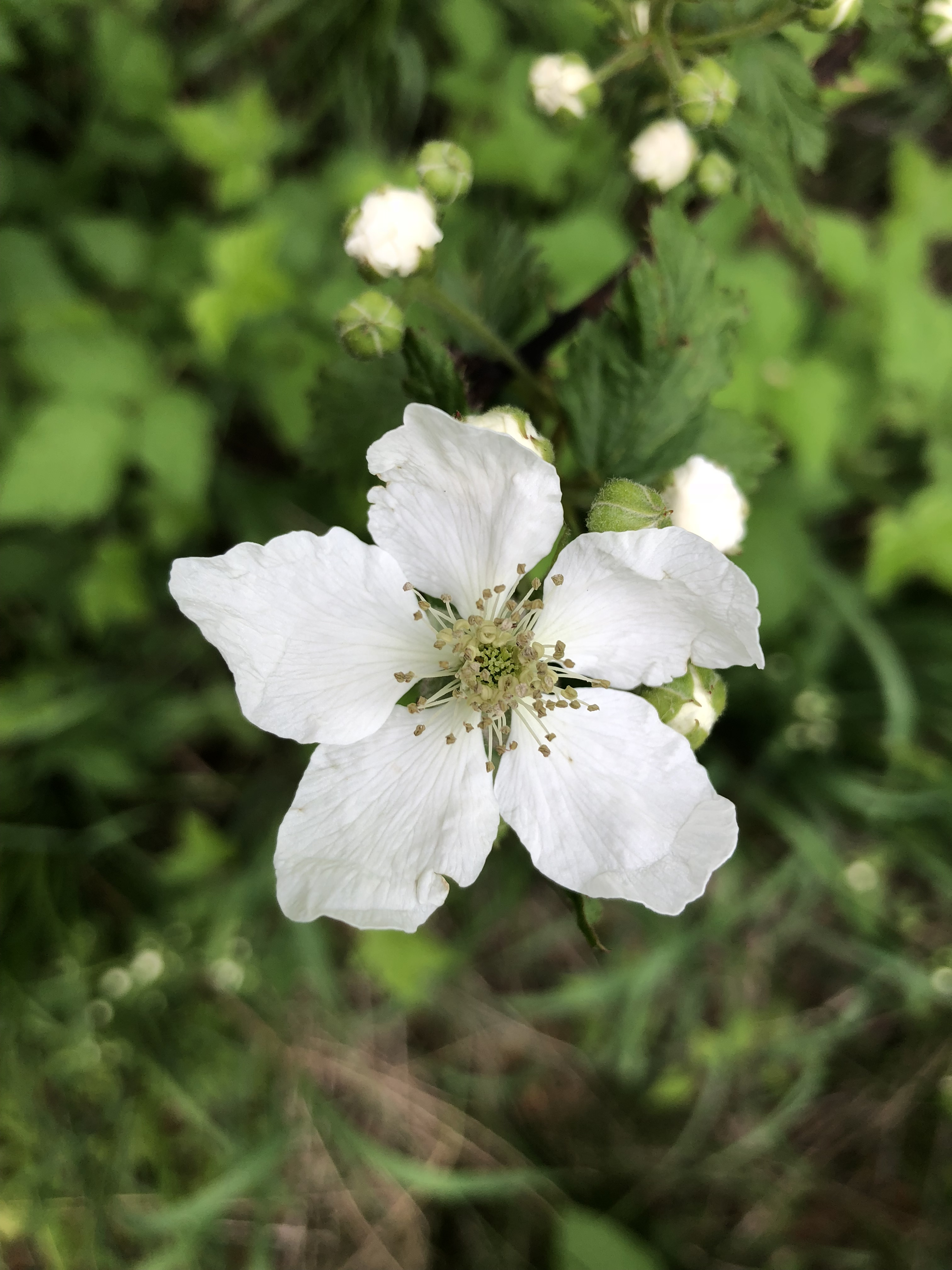
квітка
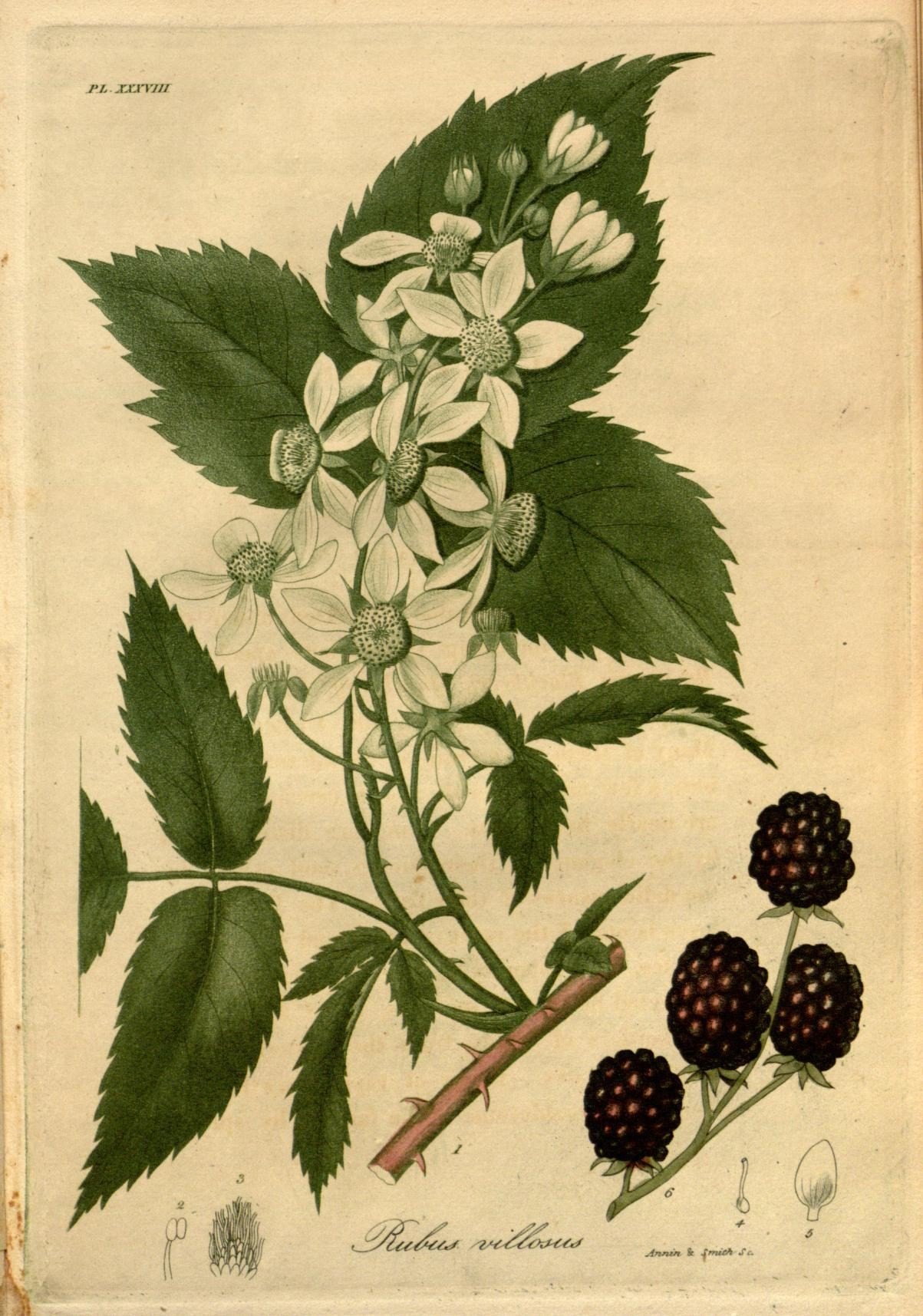
ілюстрація